# Vida mitjana
|  | Per a altres significats, vegeu «Vida mitjana (desambiguació)». |

El temps de vida mitjà o vida mitjana d'una partícula a una mostra de partícules és el temps que transcorre entre un instant de temps de referència i l'instant de temps al qual ocorre la desaparició completa d'aquella partícula de la mostra. Serveix per a donar una idea del valor mitjà del temps d'existència d'un radionúclid abans de desintegrar-se.
Sovint s'utilitza per a donar una idea aproximada de la durada d'una espècie determinada de núclids (per exemple, d'urani 238) d'una mostra o sistema, per exemple per al tractament de residus radioactius, en dissenyar mesures de seguretat d'aplicacions de la radioactivitat o per al control d'activitats econòmiques que l'empren. En aquest cas, la població o nombre de núclids d'una espècie determinada en qualsevol moment, si no en traiem ni n'afegim, disminueix (ja que els radionúclids es desintegren, emetent radioactivitat i transformant-se així en núclids d'una altra espècie) depèn exclusivament del nombre inicial de núclids d'aquesta espècie. Matemàticament és un cas típic de relació exponencial (amb exponent negatiu), per això es pot anomenar desintegració exponencial.
No s'ha de confondre amb el període de semidesintegració; són termes relacionats però diferents.

## Temps de desintegració
La desintegració dels nuclis inestables és un procés aleatori i no podem predir quan es desintegrarà un determinat àtom, tanmateix la probabilitat de desintegració és la mateixa per a qualsevol moment. Donada una mostra d'un radionúclid particular, el nombre de desintegracions −dN que s'espera que es produeixin durant un petit interval de temps dt serà proporcional al nombre d'àtoms presents. Si N és el nombre d'àtoms llavors la probabilitat de desintegració (−dN/N) serà proporcional a dt:
{\displaystyle \left(-{\frac {dN}{N}}\right)=\lambda \cdot dt.}
Cada tipus de radionúclid es desintegra a un ritme diferent, cadascun presenta la seva constant de desintegració particular (λ). El signe negatiu indica que el nombre de núclids pressents disminueix amb cada desintegració.
La solució a aquesta equació diferencial de primer ordre és la següent funció matemàtica:
{\displaystyle N(t)=N_{0}\,e^{-{\lambda }t}=N_{0}\,e^{-t/\tau }.\,\!}
On N0 és el valor de N en el moment inicial (t = 0). A la segona equació s'observa que el diferencial de la constant de desintegració λ té per unitats 1/temps, i pot ser representada com 1/τ, on τ és el temps característic per al procés, i rep el nom de constant de temps del procés.
En la desintegració radioactiva aquest temps de procés és també la vida mitjana de la desintegració dels àtoms. Cada àtom viu durant un període finit abans de desintegrar-se i es pot demostrar que aquesta vida mitjana és la mitjana aritmètica de la vida de tots els àtoms, que és τ i es relaciona amb la constant de desintegració d'aquesta manera:
{\displaystyle \tau ={\frac {1}{\lambda }}.}
L'anterior funció exponencial representa generalment el resultat d'una desintegració exponencial. Es tracta d'una solució aproximada perquè aquesta funció és contínua, però la magnitud física N només pot prendre valors sencers positius; i també perquè descriu un procés aleatori i, per tant només és certa estadísticament. En els casos més habituals N és un nombre tan gran, comparable amb el nombre d'Avogadro, que la funció és una bona aproximació.

## La vida mitjana en la desintegració exponencial

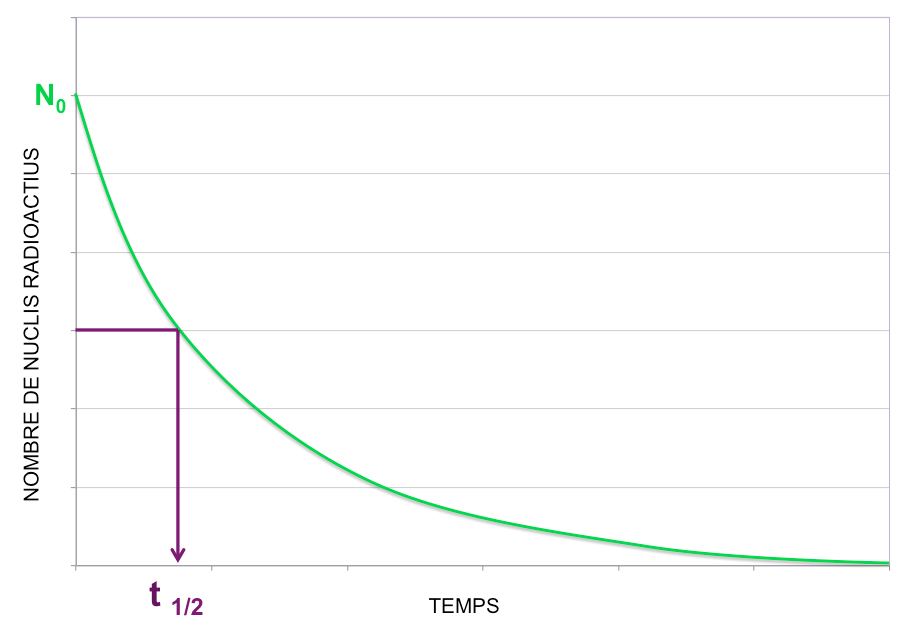
Representació de la vida mitjana d'un isòtop radioactiu, que es desintegra seguint una corba logarítmica.

Tal com mostren els càlculs (a baix), la vida mitjana τ d'uns elements el nombre dels quals es desintegren exponencialment és igual a la inversa de la constant de desintegració λ. Per tant, és el temps necessari perquè el nombre d'elements es redueixi en un factor e i es relaciona amb el període de semidesintegració {\displaystyle t_{1/2}} segons la fórmula següent:
{\displaystyle t_{1/2}=\tau \cdot \ln 2}

### Càlcul de tau
Notació:
- N(t) és el nombre d'elements de la mostra a l'instant de temps t.
- {\displaystyle N_{0}} és el nombre inicial (a t = 0) d'elements de la mostra.
- λ és la constant de desintegració.

Durant un període diferencial de temps dt, el nombre d'elements que desapareixen de la mostra dN és igual però de signe oposat a la variació de població de la mostra:
{\displaystyle -dN=N(t)\lambda dt\,}
(suposem que λ és constant)
La solució d'aquesta equació diferencial ens dona la variació de la població amb el temps:
{\displaystyle N(t)=N_{0}e^{-\lambda t}\,}
Per a calcular la vida mitjana τ, és a dir, la durada mitjana d'una partícula d'entre el conjunt de partícules inicials, podem fer:
{\displaystyle \tau ={\frac {\int _{0}^{\infty }tN(t)dt}{\int _{0}^{\infty }N(t)dt}}={\frac {\int _{0}^{\infty }te^{-\lambda t}\,dt}{\int _{0}^{\infty }e^{-\lambda t}\,dt}}}
Ara integrem per parts i ens queda:
{\displaystyle \tau ={\frac {1}{\lambda }}}

## Unitats
Les unitats de mesura que es fan servir són unitats de temps. Com les vides mitjanes dels diferents núclids poden tenir ordres de magnitud extremadament diferents entre elles, s'utilitzen diferents unitats segons sigui més còmode per a cada núclid, de les quals les més habituals solen ser els segons (i microsegons), els minuts i els anys.
- 1 segon (s) = 1.000.000 microsegons (μs) = 10⁶ μs
- 1 s = 1.000 mil·lisegons (ms) = 103 ms
- 1 ms = 1.000 μs = 103 μs
- 1 minut = 60 s = 6·107 μs
- 1 hora = 60 minuts = 3.600 s = 3,6·103 s = 3,6·10⁹ μs
- 1 dia = 24 hores = 86.400 s = 86,4·103 s = 86,4·10⁹ μs
- 1 any = 365 dies = 31.536.000 s = 31,536·10⁶ s = 31,536·1012 μs